# Катарсис (фільм, 1963)
Катарсис (англ. Katarsis), (італ. Sfida al diavolo) — італійський фільм жахів 1963 року.

## Сюжет
Група людей зустрічає старого в занедбаному замку. Але ця людина ночами перетворюється на чудовисько і починає на них полювання.

## У ролях
| Актор               | Роль       |
| ------------------- | ---------- |
| Крістофер Лі        | Мефістолес |
| Джордж Ардіссон     |            |
| Белла Кортез        |            |
| Ульдеріко Сциаретта |            |
| Ліллі Паркер        |            |
| Аніта Дрейер        |            |
| Маріо Закарті       |            |
| Адріана Амбезі      |            |

| Актор           | Роль              |
| --------------- | ----------------- |
| Ева Джиоіа      |                   |
| П'єро Віда      | Отець Рео Реміджо |
| Етторе Ріботта  |                   |
| Серджо Гібелло  |                   |
| Паскуале Базіле |                   |
| Соня Скотті     |                   |
| Альма Де Ріо    |                   |